# Yeimy Martínez
Yeimy Lucero Martínez Valverde (* 19. Juni 1981) ist eine kolumbianische Fußballschiedsrichterin.
Von 2010 bis 2018 stand Martínez auf der Liste der FIFA-Schiedsrichter und leitete internationale Fußballspiele.
Bei der Weltmeisterschaft 2015 in Kanada leitete Martínez ein Gruppenspiel.
Zudem war sie unter anderem bei der U-20-Südamerikameisterschaft 2010 in Kolumbien, beim Algarve-Cup 2014, bei der U-20-Südamerikameisterschaft 2014 in Uruguay, bei der U-17-Weltmeisterschaft 2016 in Jordanien (zwei Spiele) sowie bei diversen Qualifikations- und Freundschaftsspielen als Schiedsrichterin im Einsatz.